# São José do Norte
São José do Norte (deutsch „Sankt Josef des Nordens“) ist ein brasilianisches Munizip im Süden des Bundesstaates Rio Grande do Sul mit etwa 25.000 Einwohnern.

## Lage
Die am südlichen Ende einer Halbinsel gelegene Gemeinde liegt 372 km südöstlich der Hauptstadt Porto Alegre (Bundesstaat Rio Grande do Sul) und 7 km nordöstlich von Rio Grande (Rio Grande do Sul), zu dem eine Fährverbindung besteht. Südlich von São José do Norte endet am Leuchtturm (portugiesisch farol da barra) die 4572 km lange und mehr oder weniger an der Atlantikküste verlaufende Fernstraße BR-101, die in Touros (Rio Grande do Norte) beginnt. Die Grenze nach Uruguay ist 276 km entfernt.

## Geografie
Die Gemeinde liegt im Süden einer Halbinsel, welche die 10.144 km² große Lagune des Lagoa dos Patos (deutsch „Entensee“) vom Atlantik trennt. Zur kleinen Gemeinde gehört eine ungewöhnlich große Gemeindefläche von 1.118 km². Über die gesamte Halbinsel verläuft die BR-101.

## Demografie
Die Gemeindeverwaltung (offiziell portugiesisch Preifeitura Municipal de São José do Norte) zählt eine Erwerbstätigenquote von knapp 15 %. Unter Berücksichtigung von Privathaushalten mit einem monatlichen Bruttoeinkommen von bis zu einem halben Mindestlohn pro Person lagen 35,7 % der Bevölkerung darunter. Im Jahr 2021 betrug das Bruttoinlandsprodukt pro Kopf 28.446 R$. 74,3 % der Haushalte verfügen über angemessene sanitäre Einrichtungen.

## Klima
In der südlichen gemäßigten Zone unterhalb des südlichen Wendekreises gelegen, ist das Klima von São José do Norte feucht subtropisch (Cfa-Klima) mit milden Temperaturen, wobei die Jahreszeiten ziemlich gut definiert und die Niederschläge gut über das ganze Jahr verteilt sind, ohne dass es eine ausgesprochene Trockenzeit gibt. Die Höchsttemperaturen liegen um 22 °C, die Tiefsttemperaturen um 14 °C, so dass im Küstenstreifen Jahresdurchschnittstemperaturen von etwa 18 °C erreicht werden. Der Minuano-Wind, ein kalter Wind in Südbrasilien und Uruguay, bläst ziemlich stark, vor allem im Winter (portugiesisch rebojo). Die milden Temperaturen sinken in den Monaten Mai bis August stark.

## Geschichte
Die Gegend um das Dorf war ursprünglich von Carijós-, Charrúa- und Minuan-Indianern bewohnt.
Der Farmer und Soldat Cristóvão Pereira de Abreu (1678–1755) kam nach 1720 in die Region. Ab 1732 gründeten sich in der Gegend des Rio Grande do Sul Dörfer, wohin die ersten Bauern siedelten. Es waren die Lagunisten von Brito Peixoto (1650–1735), die das unberührte Land des Rio Grande do Sul bevölkerten.
Im Jahr 1738, nach der Ankunft des portugiesischen Brigadiers José da Silva Pais (1679–1760) und der Entdeckung des Rio Grande do Sul, erfolgte die Gründung der Königlichen Estancia von Bojuru. Entlang der Küste wurden auch Überwachungsposten eingerichtet: die Guardas do Norte, do Estreito, Capão do Meio und Mostardas. Nun ließen sich hier die ersten Siedler nieder. Als am 6. August 1763 das Dorf Rio Grande do Sao Pedro in die Hände der Spanier fiel, nahm Restinga Sêca die Flüchtlinge auf. Die spanischen Truppen überquerten den Kanal und besetzten das nördliche Barranca mit ihrem Aussichtsposten (wo sich heute die Stadt befindet). Am 29. Mai 1766 eroberten die Portugiesen die Gemeinde mitsamt der Halbinsel zurück.
Die Kirchenbestimmung vom 11. März 1822 und die Königliche Urkunde vom 18. April 1822 erhoben die Kapelle von São José do Norte in die Kategorie der Pfarrei; sie wurde zur Mutterkirche. Durch das Dekret Nr. 13 vom 25. Oktober 1831 wurde São José do Norte in die Kategorie eines Dorfes erhoben. Dies gilt als offizielle Gründung der Gemeinde, die am 15. August 1832 eingesetzt wurde.
Der Lumpenkrieg (portugiesisch Guerra dos Farrapos) vom September 1835 bis März 1845 war eine regionale Revolution gegen die Zentralregierung Brasiliens. Die Lumpenkrieger (portugiesisch Farrapos) beherrschten praktisch die gesamte Provinz, und der Kaiser beschränkte sich auf Rio Grande und São José do Norte. Der Krieg erreichte das Dorf am 21. November 1840. Für die tapferen Taten der nördlichen Stadtgarnison erhielt das Dorf 1841 per Dekret von Kaiser Pedro II. den Ehrentitel „sehr heldenhaft“.
Durch das Provinzgesetz Nr. 53 vom 25. Mai 1846 wurde der Bezirk Estreito geschaffen und der Gemeinde São José do Norte angegliedert. Im Januar 1896 wurde der 31 m hohe Leuchtturm Farol da Barra eingeweiht. Das Gemeindegesetz Nr. 316 vom 15. Januar 1916 brachte die Angliederung der Bezirke Bojuru, Mostardas und São Simão. Durch das Dekret Nr. 7199 vom 31. März 1938 wurde São José do Norte zur Stadt erhoben. Seit der territorialen Einteilung vom 31. Dezember 1963 besteht die Gemeinde aus drei Bezirken São José do Norte, Bojuru und Estreito.

## Kultur, Wirtschaft und Verkehr

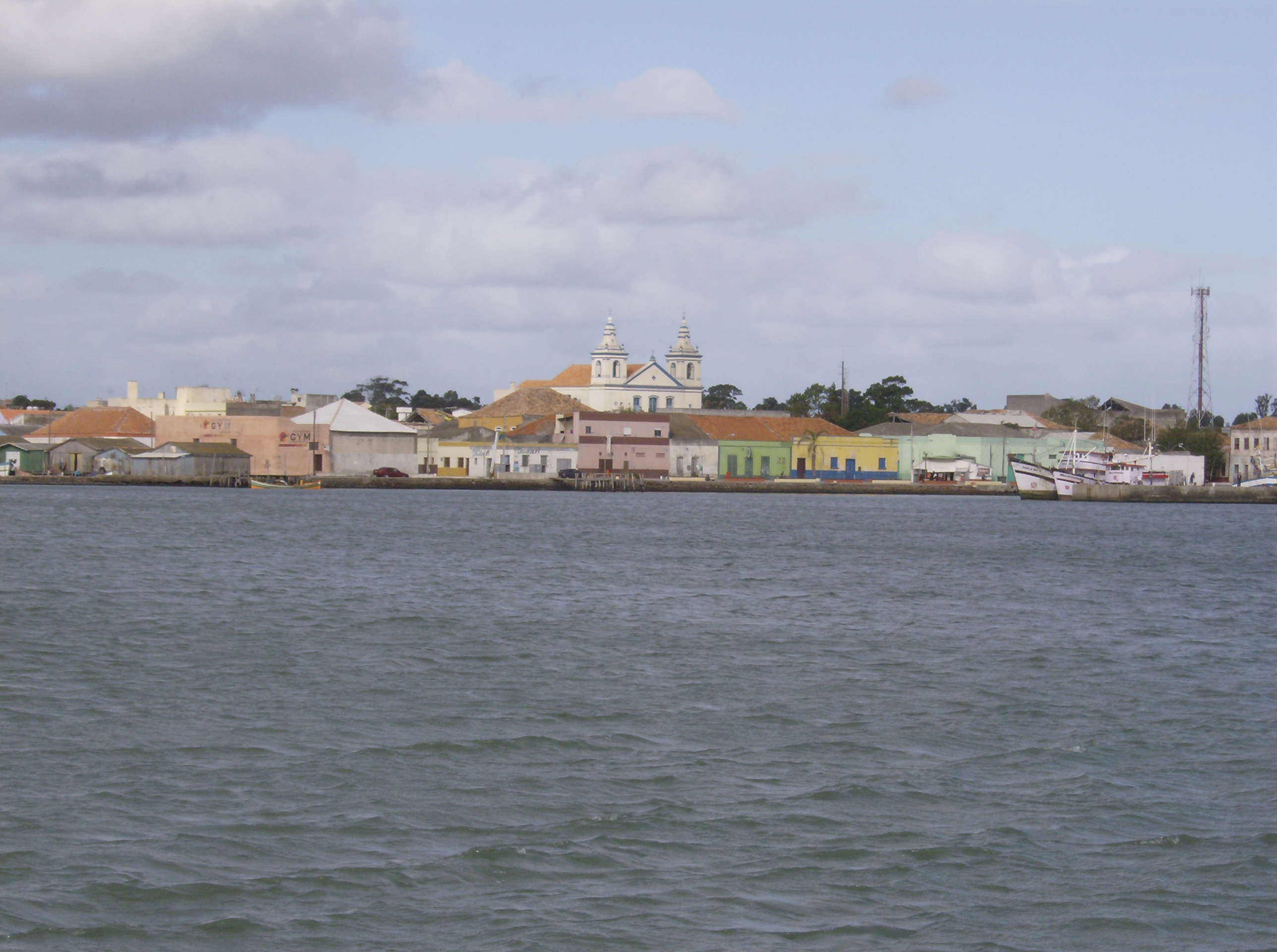
São José do Norte: von der Lagune aus gesehen
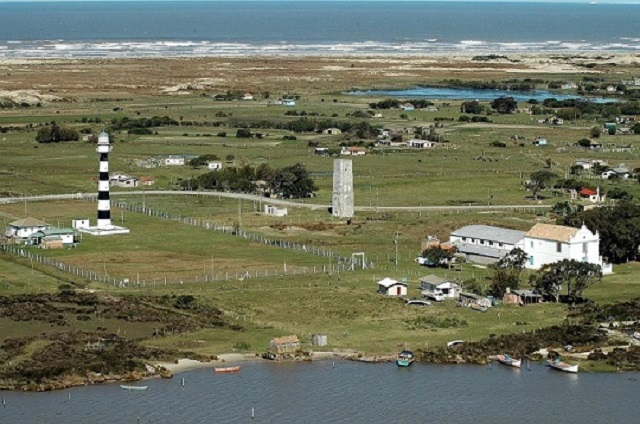
Der Leuchtturm, vorne die Lagune, hinter dem Leuchtturm die BR-101, hinten der Atlantik, rechts der alte Leuchtturm aus 1820
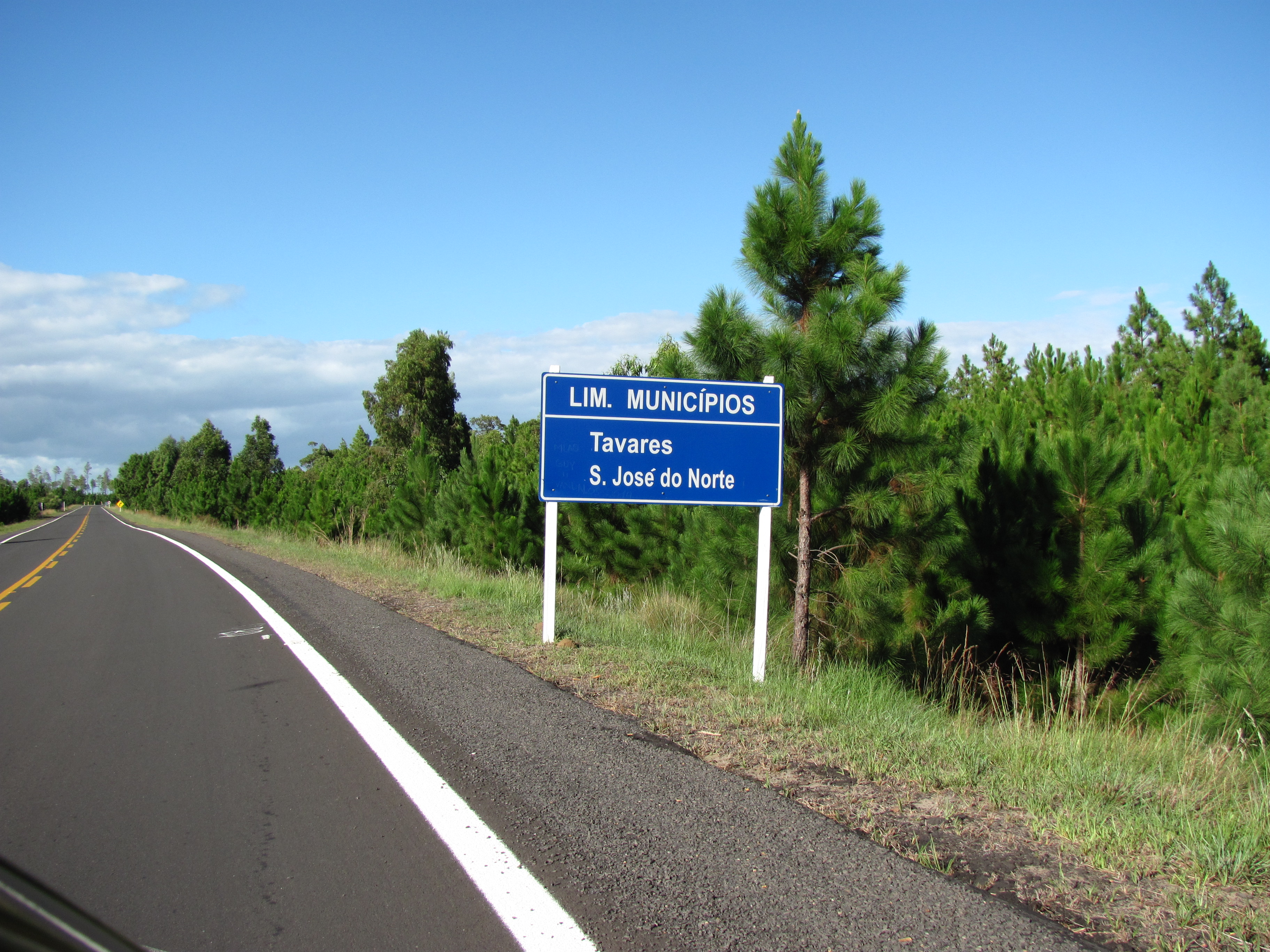
São José do Norte – Ortsausfahrt auf der BR-101 Richtung Tavares

Die Stadt ist reich an Kultur, hat schöne Villen und alte Gebäude in ihrem historischen Zentrum und eine starke Präsenz der portugiesischen Kultur. Hierzu gehört die Mutterkirche São José, die 1840 von den Bruderschaften Unserer Lieben Frau von den Seefahrern und dem Allerheiligsten Sakrament gebaut wurde. Die erste Messe wurde hier 1855 gefeiert.
Hauptwirtschaftszweige sind die Fischerei sowie die Landwirtschaft (Reis, Zwiebel, Viehzucht). Die Pflanzenextraktion von Harz aus einer Kiefer (Pinus elliottii) hat sich zu einer bedeutsamen Industrie entwickelt.
Vom Dorfkern führt die BR-101 über 16 km bis zum Leuchtturm, wo sie endet.